# 줄리아 아서

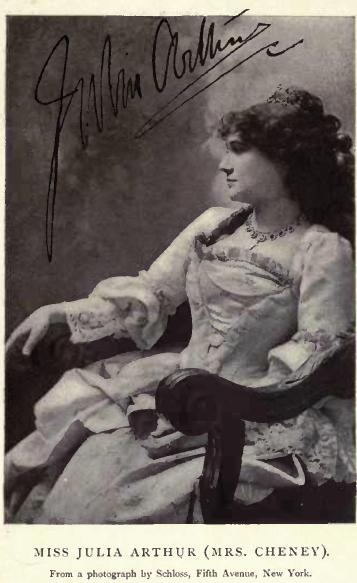

줄리아 아서(Julia Arthur, 1869년 5월 3일 ~ 1950년 3월 28일)는 캐나다의 배우이다.
해밀턴에서 태어났으며 보스턴에서 사망하였다.

## 영화
- 모세의 일생 (1909년)
- 리어 왕 (1909년)